# Стягайловка (Липоводолинский район)
Стягайловка (укр. Стягайлівка) — село,
Московский сельский совет,
Липоводолинский район,
Сумская область,
Украина.
Код КОАТУУ — 5923283205. Население по переписи 2001 года составляло 109 человек.

## Географическое положение
Село Стягайловка находится на расстоянии в 1 км от сёл Мельниково и Весёлая Долина.
По селу протекает пересыхающий ручей с запрудой.